# IV район (Турку)
IV район (фін. IV kaupunginosa швед. IV stadsdel; частіше — Мартті, фін. Martti, швед. Martins або Мартінмякі, фін. Martinmäki) — один із центральних районів міста Турку, що входить до Центрального територіального округу. 
Один з найдорожчих для проживання районів міста. 

## Географічне положення
Район розташований уздовж східного узбережжя річки Аурайокі, на ділянці близько 2 км від її гирла до центру міста, і межує з частиною сусіднього V району — Ітяранта, з півдня — Вягягейккіля і Мянтюмякі, із заходу — III районом. 
Район обмежений вулицями: із заходу — Терваговінкату (фін. Tervahovinkatu зі сходу — Бетаніанкату (фін. Betaniankatu Betaniankatu) і Мартінкату (фін. Martinkatu

## Пам'ятки
За площею район є одним з найменших в Турку і зосереджений навколо церкви Мартіна на честь якої і отримав свою другу назву —- «Мартті». 
У районі зосереджена велика кількість дерев'яних будинків, побудованих для робочого населення міста в 1900-х. 
Район сильно постраждав 25 червня 1941 під час бомбардувань авіації Совєцького Союзу у Другу світову війну. У 1950-х зруйновані бомбардуванням ділянки були забудовані сучасними житловими будівлями. 

## Населення
У 2007 число жителів району становило 4 410 чоловік. 
У 2004 чисельність населення району становила 4 357 осіб, з яких діти молодше 15 років становили 7,16%, а старше 65 років — 18,80%. Фінською мовою в якості рідної володіли 90,22%, шведською — 8,40%, а іншими мовами — 1,38% населення району. 